# Sexfotingar
Sexfotingar (Hexapoda, av grekiska hex, sex, och poda, fot), mer korrekt insekter, är en understam till leddjuren. Denna understam innehåller klasserna egentliga insekter (Insecta) och urinsekter (Entognatha). Kroppen består av tre delar, huvud, mellankropp och bakkropp. På mellankroppen finns tre par ben, därav det vetenskapliga namnet Hexapoda.
Oenigheten om det svenska trivialnamnet sammanhänger med osäkerhet om hur nära de olika urinsekterna är besläktade med varandra och med de egentliga insekterna, vilket påverkar om urinsekter bör räknas som insekter eller inte. Vi följer här den idag vanligaste uppfattningen, som företräds av bland annat artdatabanken.

## Beskrivning

Ansiktet på en insekt

Huvudet är sammansatt av en platta (acron) som oftast bär ögonen, följd av sex segment, alla tätt sammanväxta. Munnen ligger mellan fjärde och femte delen och är täckt av en projektion av den sjätte delen som kallas överläppen (labrum). Över överläppen ligger munskölden (clypeus).
Mellankroppen är sammansatt av tre segment, vart och ett av dessa bär ett par ben. Som typiskt för leddjur som är anpassade till livet på land, består varje ben av fem delar utan de gälsegment som kan förekomma hos andra leddjur. Hos de flesta insekter stödjer det andra och tredje bröstkorgssegmentet vingar. 
Bakkroppen består vanligen av tio till elva segment hos de flesta insekter (kan vara färre hos vissa insektsarter) men hos urinsekterna har ordningen Protura tolv och Collembola har endast sex. Hos en del insekter med vattenlevande nymfer kan dessas bakkroppar även ha gälar.

## Undergrupper

### Egentliga insekter
Egentliga insekter (Insecta) är en klass inom leddjuren och utgör den artrikaste klassen bland landdjuren. Det vetenskapliga namnet, Insecta, kommer från latinets inseco, "dela upp". Vetenskapen som ägnar sig åt insekter kallas för entomologi och en forskare som studerar insekter kallas för entomolog.
Egentliga insekter har existerat i miljontals år och av jordens i dag omkring 1 335 miljoner kända djurarter utgör insekterna cirka 0,9 miljoner.[1] De flesta är bevingade och tillhör underklassen Pterygota, men det förekommer också primitiva vinglösa insekter, underklassen Apterygota. Vikten mellan olika arter varierar från omkring 1 mikrogram till 20 gram.[2]
Insekternas artrikedom beror till stor del på deras förmåga att utnyttja och anpassa sig till många olika slags nischer, vilket bland annat underlättats av deras flygfärdighet, fortplantningskapacitet och deras mindre storlek. Att insekter är växelvarma gör dessutom att de inte behöver lika mycket föda som om de hade varit jämnvarma.

### Urinsekter
Urinsekter delar många egenskaper med de egentliga insekterna vad gäller exempelvis anatomin. En skillnad är att urinsekter inte har vingar vilka har gett de flesta insekterna en evolutionär fördel. Till skillnad från egentliga insekter har urinsekter mundelarna inuti huvudet. Klassen urinsekter innehåller tre ordningar vilka är trevfotingar (Protura), larvborstsvansar (Diplura) och hoppstjärtar (Collembola).  